# Korsaskär
Korsaskär är en långsmal ö i Kristianopels socken i Blekinge, Sverige.
Korsaskär är egentligen en del av en rullstensås som bildats under istiden. Under medeltiden hade skäret landförbindelse norrut via ett par broar vid Sankt Petri-åns utlopp i Östersjön. 
Här anlade danskarna, i början av 1600-talet, staden Kristianopel, söder om den tidigare staden Avaskär. 